# Auguste Lemaître
Auguste Lemaître, auch Auguste-Antoine Lemaître (* 14. Oktober 1887 in Carouge; † 10. März 1970 in Genf), war ein Schweizer evangelischer Geistlicher und Hochschullehrer.

## Leben

### Familie
Auguste Lemaître war der Sohn von Auguste Micaël Lemaître (* 12. Februar 1857 in Genf; † 14. Februar 1922 ebenda), bis 1920 Lehrer am Collège Calvin, und dessen Ehefrau Julie Marguerite (geb. Pin); er hatte noch zwei Geschwister.
Er war seit 1911 mit Odette verheiratet, Tochter von Eugène Privat, Anwalt und Mitglied des Grossen Rats.

### Werdegang
Nachdem Auguste Lemaître sich 1905 an der Universität Genf zu einem Theologiestudium immatrikuliert hatte, setzte er dieses an der Universität Marburg fort und beendete es 1909. An der Universität Genf hörte er unter anderem die Vorlesungen von Ernest Martin (1849–1910) und Georges Fulliquet; dessen Nachfolger er 1924 wurde.
Von 1910 bis 1911 war er Vikar der lutherischen Kirche Bon Secours in Paris und wurde im November 1911 ordiniert; im gleichen Jahr erhielt er auch mit seiner Dissertation Comment poser l’affirmation de l’immortalité den Bakkalaureus der Theologie. Von 1911 bis 1918 wirkte er als Pfarrer in Frankreich in Liévin im Département Pas-de-Calais und in einer Pfarrei im Département Gard. Vom 14. September 1919 bis 1932 war er Pfarrer in Plainpalais bei Genf; hierbei wurde er vom Moderator der Compagnie des pasteurs, Henri Berguer, vorgestellt.
1924 promovierte er zum Lizentiaten und wurde im gleichen Jahr Lehrbeauftragter der Theologischen Fakultät der Universität Genf. 1928 wurde er zum Professor für systematische Theologie berufen und blieb bis zu seiner Pensionierung 1960 in diesem Lehramt; ihm folgte Jacques de Senarclens. In dieser Zeit war er von 1937 bis 1944 Dekan der Theologischen Fakultät und promovierte 1952 zum Dr. theol.
Sowohl von 1947 bis 1950 als auch von 1959 bis 1960 war er Präsident des Konsistoriums. Ab 1949 war er Leiter des Institut des ministères féminins in Genf.

### Geistliches und berufliches Wirken
Auguste Lemaître war 1934 und 1947 Moderator der Compagnie des pasteurs in Genf.
Aufgrund seiner Tätigkeit während des Ersten Weltkriegs in den französischen verwüsteten Gebieten engagierte er sich auf dem sozialen Gebiet und war unter anderem Redakteur des Messager social sowie Aktivist des Blauen Kreuzes, dessen internationaler Präsident er 1949 war.
Er war ein Vertreter der liberalen theologischen Tradition der Westschweiz, die auf Alexandre Vinet zurückging, der auch der geistige Vater der Freien Kirche in der Waadt war.
Unter anderem pflegte er auch eine Freundschaft zum Schriftsteller Henri Naef (1889–1967).

## Ehrungen und Auszeichnungen
- 1930: Ehrendoktor der Theologischen Fakultät der Universität von Paris
- 1936: Ehrendoktor der Universität Lausanne

## Schriften (Auswahl)
- Comment poser l’affirmation de l’immortalité. A. Kündig, Genf 1911.
- Un an près des champs de bataille de l’Artois. Société Centrale évangélique, Paris 1916.
- La pensée religieuse de Rudolf Otto et le mystère du divin. La Concorde, Lausanne 1924.
- La théologie de la Suisse romande. Imprimerie de la Tribune de Genève, Genf 1934.
- La certitude chrétienne et les inquiétudes de la théologie. Genf 1937.
- L’universalité du message chrétien; Comment Jésus et les apotres ont-ils envisagé la tache missionnaire de l’église. Georg, Genf 1944.
- Comment Jésus et les apôtres ont-ils envisagé la tâche missionnaire de l’Eglise. Georg, Genf 1944.
- Auguste-Antoine Lemaitre, Pierre Bovet: La pensée religieuse d'Alexandre Vinet. Georg, Genf 1948.
- Un savant découvre Dieu: Lecomte du Noüy et la conception biologique de la religion. Genf 1950.
- Foi et vérité: dogmatique protestante. Labor et Fides, Genf 1954.
- mit André Bouvier: Calvin et Luther. Genf 1959.
- mit André Bouvier: Henri Bullinger, le second réformateur de Zurich, un père de l’église réformée. Diff. Fondation des clefs de Saint-Pierre, Genf 1987.